# Llista de membres de l'Acadèmia Francesa
La següent és una llista dels membres de l'Acadèmia Francesa, agrupats per seient.
Per decret de 8 d'agost de 1793, la Convenció Nacional va suprimir l'Acadèmia Francesa. El 23 de gener de 1803 (23 de pluviós de l'any XI), el Primer Cònsol Napoleó Bonaparte va decidir de restaurar-la com a segona de les acadèmies de l'Institut de France. El 21 de març de 1816, Lluís XVIII li va donar el nom actual d'«Académie française». Després de la restauració de 1803, només deu acadèmics elegits abans de la dissolució del 1793 varen ocupar novament el seu seient (André Morellet, Stanislas de Boufflers, Henri Cardin d'Auguesseau, Claude de Thiard de Bissy, Jean de Boisgelin de Cucé, Guy Jean-Baptiste Target, Jacques Delille, Jean-Baptiste Antoine Suard, Jean-François Ducis i Armand de Roquelaure).
| Sumari | Sumari | Sumari | Sumari | Sumari | Sumari | Sumari | Sumari | Sumari | Sumari | Sumari | Sumari | Sumari | Sumari | Sumari | Sumari | Sumari | Sumari | Sumari | Sumari |
| ------ | ------ | ------ | ------ | ------ | ------ | ------ | ------ | ------ | ------ | ------ | ------ | ------ | ------ | ------ | ------ | ------ | ------ | ------ | ------ |
| 1      | 2      | 3      | 4      | 5      | 6      | 7      | 8      | 9      | 10     | 11     | 12     | 13     | 14     | 15     | 16     | 17     | 18     | 19     | 20     |
| 21     | 22     | 23     | 24     | 25     | 26     | 27     | 28     | 29     | 30     | 31     | 32     | 33     | 34     | 35     | 36     | 37     | 38     | 39     | 40     |

| 1. 1635: Pierre Séguier 2. 1643: Claude Bazin de Bezons 3. 1684: Nicolas Boileau 4. 1711: Jean d'Estrées 5. 1718: Marc-René de Voyer de Paulmy d'Argenson 6. 1721: Jean-Joseph Languet de Gergy 7. 1753: Georges-Louis Leclerc de Buffon 8. 1788: Félix Vicq d'Azyr 9. 1803: François-Urbain Domergue 10. 1810: Ange-François Fariau de Saint-Ange 11. 1811: François-Auguste Parseval-Grandmaison 12. 1835: Narcisse-Achille de Salvandy 13. 1857: Émile Augier 14. 1890: Charles de Freycinet 15. 1924: Émile Picard 16. 1944: Louis de Broglie 17. 1988: Michel Debré 18. 1997: François Furet 19. 1998: René Rémond 20. 2008: Claude Dagens |

| 1. 1634: Valentin Conrart 2. 1675: Toussaint Rose 3. 1701: Louis de Sacy 4. 1728: Montesquieu 5. 1755: Jean-Baptiste Vivien de Châteaubrun 6. 1775: François Jean de Chastellux 7. 1788: Aimar-Charles-Marie de Nicolaï 8. 1803: Nicolas-Louis François de Neufchâteau 9. 1828: Pierre-Antoine Lebrun 10. 1874: Alexandre Dumas (fill) 11. 1896: André Theuriet 12. 1908: Jean Richepin 13. 1927: Émile Mâle 14. 1955: François Albert-Buisson 15. 1962: Marc Boegner 16. 1972: René de La Croix de Castries 17. 1987: André Frossard 18. 1996: Hector Bianciotti 19. 2013: Dany Laferrière |

| 1. 1634: Jacques de Serizay 2. 1654: Paul-Philippe de Chaumont 3. 1697: Louis Cousin 4. 1707: Jacques-Louis de Valon 5. 1719: Nicolas Gédoyn 6. 1744: François-Joachim de Pierre de Bernis 7. 1803: Roch-Ambroise Cucurron Sicard 8. 1822: Denis Frayssinous 9. 1842: Étienne-Denis Pasquier 10. 1863: Jules Dufaure 11. 1881: Victor Cherbuliez 12. 1900: Émile Faguet 13. 1918: Georges Clemenceau 14. 1930: André Chaumeix 15. 1955: Jérôme Carcopino 16. 1971: Roger Caillois 17. 1980: Marguerite Yourcenar 18. 1989: Jean-Denis Bredin |

| 1. 1634: Jean Desmarets de Saint-Sorlin 2. 1676: Jean-Jacques de Mesmes, comte d'Avaux 3. 1688: Jean Testu de Mauroy 4. 1706: Camille Le Tellier de Louvois 5. 1718: Jean-Baptiste Massillon 6. 1742: Louis-Jules Mancini-Mazarini 7. 1803: Gabriel-Marie Legouvé 8. 1812: Alexandre Duval 9. 1842: Pierre-Simon Ballanche 10. 1848: Jean Vatout 11. 1849: Alexis de Saint-Priest 12. 1852: Pierre-Antoine Berryer 13. 1869: Franz de Champagny 14. 1882: Charles de Mazade 15. 1894: José-Maria de Heredia 16. 1906: Maurice Barrès 17. 1925: Louis Bertrand 18. 1946: Jean Tharaud 19. 1952: Alphonse Juin 20. 1968: Pierre Emmanuel 21. 1985: Jean Hamburger 22. 1993: Albert Decourtray 23. 1995: Jean-Marie Lustiger 24. 2008: Jean-Luc Marion |

| 1. 1634: Jean Ogier de Gombauld 2. 1666: Paul Tallemant le Jeune 3. 1712: Antoine Danchet 4. 1748: Jean-Baptiste Gresset 5. 1777: Claude-François-Xavier Millot 6. 1785: André Morellet 7. 1819: Pierre-Édouard Lémontey 8. 1826: Joseph Fourier 9. 1830: Victor Cousin 10. 1867: Jules Favre 11. 1880: Edmond Rousse 12. 1907: Pierre de Ségur 13. 1920: Robert de Flers 14. 1927: Louis Madelin 15. 1956: Robert Kemp 16. 1960: René Huyghe 17. 1998: Georges Vedel 18. 2005: Assia Djebar |

| 1. 1634: François Le Métel de Boisrobert 2. 1662: Jean Regnault de Segrais 3. 1701: Jean Galbert de Campistron 4. 1723: Philippe Néricault Destouches 5. 1754: Louis de Boissy 6. 1758: Jean-Baptiste de La Curne de Sainte-Palaye 7. 1781: Sébastien-Roch Nicolas de Chamfort 8. 1803: Pierre-Louis Roederer 9. 1816: Pierre-Marc-Gaston de Lévis 10. 1830: Philippe-Paul de Ségur 11. 1873: Louis de Viel-Castel 12. 1888: Edmond Jurien de La Gravière 13. 1892: Ernest Lavisse 14. 1923: Georges de Porto-Riche 15. 1931: Pierre Benoit 16. 1963: Jean Paulhan 17. 1970: Eugène Ionesco 18. 1995: Marc Fumaroli |

| 1. 1634: Jean Chapelain 2. 1674: Isaac de Benserade 3. 1691: Étienne Pavillon 4. 1705: Fabio Brulart de Sillery 5. 1715: Henri Jacques Nompar de Caumont 6. 1726: Jean-Baptiste de Mirabaud 7. 1760: Claude-Henri Watelet 8. 1786: Michel-Jean Sedaine 9. 1803: Jean-François Collin d'Harleville 10. 1806: Pierre Daru 11. 1829: Alphonse de Lamartine 12. 1870: Émile Ollivier 13. 1914: Henri Bergson 14. 1945: Édouard Le Roy 15. 1955: Daniel-Rops 16. 1966: Pierre-Henri Simon 17. 1973: André Roussin 18. 1988: Jacqueline de Romilly 19. 2012: Jules Hoffmann |

| 1. 1634: Claude Malleville 2. 1648: Jean Ballesdens 3. 1675: Géraud de Cordemoy 4. 1684: Jean-Louis Bergeret 5. 1695: Charles-Irénée Castel de Saint-Pierre, exclòs el 1718 6. 1743: Pierre Louis Moreau de Maupertuis 7. 1759: Jean-Jacques Lefranc de Pompignan 8. 1784: Jean-Sifrein Maury (exclòs el 1803, rehabilitat el 1807, (vegeu Seient 15) 9. 1803: Michel Regnaud de Saint-Jean d'Angély 10. 1816: Pierre-Simon de Laplace 11. 1827: Pierre-Paul Royer-Collard 12. 1846: Charles de Rémusat 13. 1875: Jules Simon 14. 1897: Albert de Mun 15. 1918: Alfred Baudrillart 16. 1946: Octave Aubry 17. 1946: Édouard Herriot 18. 1959: Jean Rostand 19. 1978: Michel Déon |

| 1. 1634: Nicolas Faret 2. 1646: Pierre Du Ryer 3. 1658: César d'Estrées 4. 1715: Victor Marie d'Estrées 5. 1738: Charles Armand René de La Trémoille 6. 1741: Armand de Rohan-Soubise 7. 1756: Antoine de Malvin de Montazet 8. 1788: Stanislas de Boufflers 9. 1815: Pierre Baour-Lormian 10. 1855: François Ponsard 11. 1868: Joseph Autran 12. 1877: Victorien Sardou 13. 1909: Marcel Prévost 14. 1945: Émile Henriot 15. 1962: Jean Guéhenno 16. 1979: Alain Decaux |

| 1. 1634: Antoine Godeau 2. 1672: Esprit Fléchier 3. 1710: Henri de Nesmond 4. 1727: Jean-Jacques Amelot de Chaillou 5. 1749: Charles Louis Auguste Fouquet de Belle-Isle 6. 1761: Nicolas-Charles-Joseph Trublet 7. 1770: Jean-François de Saint-Lambert 8. 1803: Hugues-Bernard Maret 9. 1816: Joseph-Henri-Joachim Lainé 10. 1836: Emmanuel Dupaty 11. 1852: Alfred de Musset 12. 1858: Victor de Laprade 13. 1884: François Coppée 14. 1909: Jean Aicard 15. 1924: Camille Jullian 16. 1934: Léon Bérard 17. 1961: Jean Guitton 18. 2000: Florence Delay |

| 1. 1634: Philippe Habert 2. 1639: Jacques Esprit 3. 1678: Jacques Nicolas Colbert 4. 1707: Claude François Fraguier 5. 1728: Charles d'Orléans de Rothelin 6. 1744: Gabriel Girard 7. 1748: Antoine-René de Voyer de Paulmy d'Argenson 8. 1787: Henri Cardin Jean-Baptiste d'Aguesseau 9. 1826: Charles Brifaut 10. 1858: Jules Sandeau 11. 1884: Edmond About 12. 1886: Léon Say 13. 1896: Albert Vandal 14. 1911: Denys Cochin 15. 1922: Georges Goyau 16. 1940: Paul Hazard 17. 1946: Maurice Garçon 18. 1968: Paul Morand 19. 1977: Alain Peyrefitte 20. 2001: Gabriel de Broglie |

| 1. 1634: Germain Habert 2. 1655: Charles Cotin 3. 1682: Louis de Courcillon de Dangeau 4. 1723: Charles Jean Baptiste Fleuriau de Morville 5. 1732: Jean Terrasson 6. 1750: Claude de Thiard de Bissy 7. 1810: Joseph-Alphonse Esménard 8. 1811: Charles de Lacretelle 9. 1856: Jean-Baptiste Biot 10. 1863: Louis de Carné 11. 1876: Charles Blanc 12. 1882: Édouard Pailleron 13. 1900: Paul Hervieu 14. 1918: François de Curel 15. 1930: Charles Le Goffic 16. 1932: Abel Bonnard, exclòs el 1944 17. 1946: Jules Romains 18. 1973: Jean d'Ormesson |

| 1. 1634: Claude-Gaspard Bachet de Méziriac 2. 1639: François de La Mothe Le Vayer 3. 1672: Jean Racine 4. 1699: Jean-Baptiste-Henri de Valincour 5. 1730: Jean-François Leriget de La Faye 6. 1731: Prosper Jolyot de Crébillon 7. 1762: Claude-Henri de Fusée de Voisenon 8. 1776: Jean de Dieu-Raymond de Boisgelin de Cucé 9. 1804: Jean-Baptiste Dureau de La Malle 10. 1807: Louis-Benoît Picard 11. 1829: Antoine-Vincent Arnault elegit ja el 1803 (vegeu Seient 16) 12. 1834: Eugène Scribe 13. 1862: Octave Feuillet 14. 1891: Pierre Loti 15. 1924: Albert Besnard 16. 1935: Louis Gillet 17. 1946: Paul Claudel 18. 1956: Wladimir d'Ormesson 19. 1974: Maurice Schumann 20. 1999: Pierre Messmer 21. 2008: Simone Veil |

| 1. 1634: François Maynard 2. 1647: Pierre Corneille 3. 1684: Thomas Corneille 4. 1710: Antoine Houdar de La Motte 5. 1732: Michel-Celse-Roger de Bussy-Rabutin 6. 1736: Étienne Lauréault de Foncemagne 7. 1779: Michel Paul Guy de Chabanon 8. 1803: Jacques-André Naigeon 9. 1810: Népomucène Lemercier 10. 1841: Victor Hugo 11. 1886: Leconte de Lisle 12. 1894: Henry Houssaye 13. 1912: Hubert Lyautey 14. 1934: Louis Franchet d'Espèrey 15. 1946: Robert d'Harcourt 16. 1966: Jean Mistler 17. 1990: Hélène Carrère d'Encausse |

| 1. 1634: Guillaume Bautru 2. 1665: Jacques Testu de Belval 3. 1706: François-Joseph de Beaupoil de Sainte-Aulaire 4. 1743: Jean-Jacques Dortous de Mairan 5. 1771: François Arnaud 6. 1785: Guy-Jean-Baptiste Target 7. 1806: Jean-Sifrein Maury 8. 1816: François-Xavier-Marc-Antoine de Montesquiou-Fézensac 9. 1832: Antoine Jay 10. 1854: Ustazade Silvestre de Sacy 11. 1880: Eugène Labiche 12. 1888: Henri Meilhac 13. 1898: Henri Lavedan 14. 1946: Ernest Seillière 15. 1956: André Chamson 16. 1984: Fernand Braudel 17. 1986: Jacques Laurent 18. 2001: Frédéric Vitoux |

| 1. 1634: Jean Sirmond 2. 1649: Jean de Montereul 3. 1651: François Tallemant l'Aîné 4. 1693: Simon de La Loubère 5. 1729: Claude Sallier 6. 1761: Jean-Gilles du Coëtlosquet 7. 1784: Anne-Pierre de Montesquiou-Fézensac 8. 1803: Antoine-Vincent Arnault reelegit el 1829 al Seient 13. 9. 1816: Armand Emmanuel du Plessis de Richelieu 10. 1822: Bon-Joseph Dacier 11. 1833: Pierre-François Tissot 12. 1854: Félix Dupanloup 13. 1878: Gaston d'Audiffret-Pasquier 14. 1906: Alexandre Ribot 15. 1923: Henri-Robert 16. 1938: Charles Maurras, Seient declarat vacant el 1945, no substituït en vida 17. 1953: Antoine de Lévis-Mirepoix 18. 1983: Léopold Sédar Senghor 19. 2003: Valéry Giscard d'Estaing |

| 1. 1634: François de Cauvigny de Colomby 2. 1649: Tristan L'Hermite 3. 1655: Hippolyte-Jules Pilet de La Mesnardière 4. 1663: François Honorat de Beauvilliers 5. 1687: François-Timoléon de Choisy 6. 1724: Antoine Portail 7. 1736: Pierre-Claude Nivelle de La Chaussée 8. 1754: Jean-Pierre de Bougainville 9. 1763: Jean-François Marmontel 10. 1803: Louis de Fontanes 11. 1821: Abel-François Villemain 12. 1871: Émile Littré 13. 1881: Louis Pasteur 14. 1896: Gaston Paris 15. 1903: Frédéric Masson 16. 1924: Georges Lecomte 17. 1959: Jean Delay 18. 1988: Jacques-Yves Cousteau 19. 1998: Erik Orsenna |

| 1. 1634: Jean Baudoin 2. 1650: François Charpentier 3. 1702: Jean-François de Chamillart 4. 1714: Claude Louis Hector de Villars 5. 1734: Honoré-Armand de Villars 6. 1770: Étienne-Charles de Loménie de Brienne 7. 1803: Jean-Girard Lacuée 8. 1841: Alexis de Tocqueville 9. 1860: Henri Lacordaire 10. 1862: Albert de Broglie 11. 1901: Melchior de Vogüé 12. 1918: Ferdinand Foch 13. 1929: Philippe Pétain, exclòs el 1945, no substituït en vida 14. 1952: André François-Poncet 15. 1978: Edgar Faure 16. 1990: Michel Serres |

| 1. 1634: François d'Arbaud de Porchères 2. 1640: Olivier Patru 3. 1681: Nicolas Potier de Novion 4. 1693: Philippe Goibaud-Dubois 5. 1694: Charles Boileau 6. 1704: Gaspard Abeille 7. 1718: Nicolas-Hubert Mongault 8. 1746: Charles Pinot Duclos 9. 1772: Nicolas Beauzée 10. 1789: Jean-Jacques Barthélemy 11. 1803: Marie-Joseph Chénier 12. 1811: François-René de Chateaubriand 13. 1849: Paul de Noailles 14. 1886: Édouard Hervé 15. 1899: Paul Deschanel 16. 1923: Charles Jonnart 17. 1928: Maurice Paléologue 18. 1946: Charles de Chambrun 19. 1953: Fernand Gregh 20. 1960: René Clair 21. 1982: Pierre Moinot 22. 2008: Jean-Loup Dabadie |

| 1. 1634: Paul Hay du Chastelet 2. 1637: Nicolas Perrot d'Ablancourt 3. 1665: Roger de Bussy-Rabutin 4. 1693: Jean-Paul Bignon 5. 1743: Armand-Jérôme Bignon 6. 1772: Louis-Georges de Bréquigny 7. 1803: Ponce-Denis Écouchard-Lebrun 8. 1807: Francés Rainoard 9. 1836: François-Auguste Mignet 10. 1884: Victor Duruy 11. 1895: Jules Lemaître 12. 1919: Henry Bordeaux 13. 1964: Thierry Maulnier 14. 1990: José Cabanis 15. 2001: Angelo Rinaldi |

| 1. 1634: Marin Le Roy de Gomberville 2. 1674: Pierre-Daniel Huet 3. 1721: Jean Boivin 4. 1726: Paul-Hippolyte de Beauvilliers, duc de Saint-Aignan 5. 1776: Charles-Pierre Colardeau 6. 1776: Jean-François de La Harpe 7. 1803: Pierre Louis de Lacretelle 8. 1824: Joseph Droz 9. 1851: Charles de Montalembert 10. 1871: Henri d'Orléans, duc d'Aumale 11. 1898: Eugène Guillaume 12. 1905: Étienne Lamy 13. 1920: André Chevrillon 14. 1959: Marcel Achard 15. 1975: Félicien Marceau 16. 2014: Alain Finkielkraut |

| 1. 1634: Marc-Antoine Girard de Saint-Amant 2. 1662: Jacques Cassagne 3. 1679: Louis de Verjus 4. 1710: Jean-Antoine de Mesmes, comte d'Avaux 5. 1723: Pierre-Joseph Alary 6. 1771: Gabriel-Henri Gaillard 7. 1803: Louis-Philippe de Ségur 8. 1830: Jean-Pons-Guillaume Viennet 9. 1869: Joseph d'Haussonville 10. 1884: Ludovic Halévy 11. 1909: Eugène Brieux 12. 1933: François Mauriac 13. 1971: Julien Green 14. 1999: René de Obaldia |

| 1. 1634: Guillaume Colletet 2. 1659: Gilles Boileau 3. 1670: Jean de Montigny 4. 1671: Charles Perrault 5. 1703: Armand Gaston Maximilien de Rohan 6. 1749: Louis-Guy de Guérapin de Vauréal 7. 1760: Charles Marie de La Condamine 8. 1774: Jacques Delille 9. 1813: Vincent Campenon 10. 1844: Saint-Marc Girardin 11. 1874: Alfred Mézières 12. 1918: René Boylesve 13. 1927: Abel Hermant, exclòs el 1944 14. 1946: Étienne Gilson 15. 1979: Henri Gouhier 16. 1995: Pierre Rosenberg |

| 1. 1634: Jean de Silhon 2. 1667: Jean-Baptiste Colbert 3. 1684: Jean de La Fontaine 4. 1695: Jules de Clérambault 5. 1714: Guillaume Massieu 6. 1722: Claude François Alexandre Houtteville 7. 1742: Pierre Carlet de Chamblain de Marivaux 8. 1763: Claude-François Lizarde de Radonvilliers 9. 1803: Volney 10. 1820: Emmanuel de Pastoret 11. 1841: Louis de Sainte-Aulaire 12. 1855: Victor de Broglie 13. 1870: Prosper Duvergier de Hauranne 14. 1881: Sully Prudhomme 15. 1908: Henri Poincaré 16. 1914: Alfred Capus 17. 1923: Édouard Estaunié 18. 1944: Louis Pasteur Vallery-Radot 19. 1971: Étienne Wolff 20. 1997: Jean-François Revel 21. 2007: Max Gallo |

| 1. 1634: Claude de L'Estoile 2. 1652: Armand de Camboust 3. 1702: Pierre de Camboust 4. 1710: Henri-Charles de Coislin 5. 1733: Jean-Baptiste Surian 6. 1754: Jean le Rond D'Alembert 7. 1783: Marie-Gabriel-Florent-Auguste de Choiseul-Gouffier 8. 1803: Jean-Étienne-Marie Portalis 9. 1807: Pierre Laujon 10. 1811: Charles-Guillaume Étienne reelegit el 1829 al Seient 32. 11. 1816: Marie-Gabriel-Florent-Auguste de Choiseul-Gouffier 12. 1817: Jean-Louis Laya 13. 1833: Charles Nodier 14. 1844: Prosper Mérimée 15. 1871: Louis de Loménie 16. 1878: Hippolyte Taine 17. 1894: Albert Sorel 18. 1907: Maurice Donnay 19. 1946: Marcel Pagnol 20. 1975: Jean Bernard 21. 2007: Dominique Fernandez |

| 1. 1634: Amable de Bourzeis 2. 1672: Jean Gallois 3. 1707: Edme Mongin 4. 1746: Jean Ignace de La Ville 5. 1774: Jean Baptiste Antoine Suard 6. 1817: François Roger 7. 1842: Henri Patin 8. 1876: Gaston Boissier 9. 1909: René Doumic 10. 1938: André Maurois 11. 1968: Marcel Arland 12. 1987: Georges Duby 13. 1997: Jean-Marie Rouart |

| 1. 1634: Abel Servien 2. 1659: Jean-Jacques Renouard de Villayer 3. 1691: Bernard Le Bouyer de Fontenelle 4. 1757: Antoine-Louis Séguier 5. 1803: Jacques-Henri Bernardin de Saint-Pierre 6. 1814: Étienne Aignan 7. 1824: Alexandre Soumet 8. 1845: Ludovic Vitet 9. 1874: Elme-Marie Caro 10. 1888: Paul-Gabriel d'Haussonville 11. 1925: Auguste de La Force 12. 1962: Joseph Kessel 13. 1980: Michel Droit 14. 2001: Pierre Nora |

| 1. 1634: Jean-Louis Guez de Balzac 2. 1654: Hardouin de Péréfixe de Beaumont 3. 1671: François de Harlay de Champvallon 4. 1695: André Dacier 5. 1722: Guillaume Dubois 6. 1723: Charles-Jean-François Hénault 7. 1771: Charles Juste de Beauvau-Craon 8. 1803: Philippe Antoine Merlin de Douai 9. 1816: Antoine-François-Claude Ferrand 10. 1825: Casimir Delavigne 11. 1844: Charles-Augustin Sainte-Beuve 12. 1870: Jules Janin 13. 1875: John Lemoinne 14. 1893: Ferdinand Brunetière 15. 1907: Henri Barboux 16. 1911: Henry Roujon 17. 1918: Louis Barthou 18. 1935: Claude Farrère 19. 1959: Henri Troyat 20. 2008: Jean-Christophe Rufin |

| 1. 1634: Pierre Bardin 2. 1637: Nicolas Bourbon 3. 1644: François-Henri Salomon de Virelade 4. 1670: Philippe Quinault 5. 1688: François de Callières 6. 1717: André Hercule de Fleury 7. 1743: Paul d'Albert de Luynes 8. 1788: Jean-Pierre Claris de Florian 9. 1803: Jean-François Cailhava de L'Estandoux 10. 1813: Joseph-François Michaud 11. 1840: Pierre Flourens 12. 1868: Claude Bernard 13. 1878: Ernest Renan 14. 1893: Paul-Armand Challemel-Lacour 15. 1897: Gabriel Hanotaux 16. 1944: André Siegfried 17. 1960: Henry de Montherlant 18. 1973: Claude Lévi-Strauss 19. 2011: Amin Maalouf |

| 1. 1634: Honorat de Bueil de Racan 2. 1670: François-Séraphin Régnier-Desmarais 3. 1713: Bernard de La Monnoye 4. 1728: Michel Poncet de La Rivière 5. 1730: Jacques Hardion 6. 1766: Antoine Léonard Thomas 7. 1785: Jacques-Antoine-Hippolyte de Guibert 8. 1803: Jean-Jacques-Régis de Cambacérès 9. 1816: Louis de Bonald 10. 1841: Jacques-François Ancelot 11. 1855: Ernest Legouvé 12. 1903: René Bazin 13. 1932: Théodore Gosselin dit G. Lenotre 14. 1935: Georges Duhamel 15. 1966: Maurice Druon 16. 2011: Danièle Sallenave |

| 1. 1634: Pierre de Boissat 2. 1662: Antoine Furetière, exclòs el 1685 i no substituït en vida 3. 1688: Jean de La Chapelle 4. 1723: Pierre-Joseph Thoulier d'Olivet 5. 1768: Étienne Bonnot de Condillac 6. 1780: Louis-Élisabeth de La Vergne de Tressan 7. 1783: Jean Sylvain Bailly 8. 1803: Emmanuel-Joseph Sieyès 9. 1816: Gérard de Lally-Tollendal 10. 1830: Jean-Baptiste Sanson de Pongerville 11. 1870: Xavier Marmier 12. 1893: Henri de Bornier 13. 1901: Edmond Rostand 14. 1920: Joseph Bédier 15. 1938: Jérôme Tharaud 16. 1955: Jean Cocteau 17. 1964: Jacques Rueff 18. 1978: Jean Dutourd 19. 2013: Michael Edwards |

| 1. 1634: Claude Favre de Vaugelas 2. 1650: Georges de Scudéry 3. 1667: Philippe de Courcillon de Dangeau 4. 1720: Louis François Armand de Vignerot du Plessis, duc de Richelieu 5. 1788: François-Henri d'Harcourt 6. 1803: Lucien Bonaparte 7. 1816: Louis Simon Auger 8. 1829: Charles-Guillaume Étienne elegit el 1811 al Seient 25, reelegit el 1829 9. 1845: Alfred de Vigny 10. 1865: Camille Doucet 11. 1896: Charles-Albert Costa de Beauregard 12. 1911: Hippolyte Langlois 13. 1912: Émile Boutroux 14. 1922: Pierre de Nolhac 15. 1936: Georges Grente 16. 1960: Henri Massis 17. 1971: Georges Izard 18. 1974: Robert Aron 19. 1976: Maurice Rheims 20. 2004: Alain Robbe-Grillet 21. 2009: François Weyergans |

| 1. 1634: Vincent Voiture 2. 1648: François Eudes de Mézeray 3. 1683: Jean Barbier d'Aucour 4. 1694: François de Clermont-Tonnerre 5. 1701: Nicolas de Malézieu 6. 1727: Jean Bouhier 7. 1746: François-Marie Arouet (Voltaire) 8. 1778: Jean-François Ducis 9. 1816: Raymond de Sèze 10. 1828: Prosper de Barante 11. 1867: Joseph Gratry 12. 1873: Saint-René Taillandier 13. 1880: Maxime Du Camp 14. 1894: Paul Bourget 15. 1936: Edmond Jaloux 16. 1950: Jean-Louis Vaudoyer 17. 1964: Marcel Brion 18. 1985: Michel Mohrt 19. 2013: Dominique Bona |

| 1. 1634: Honorat de Porchères Laugier 2. 1653: Paul Pellisson 3. 1693: Fénelon 4. 1715: Claude Gros de Boze 5. 1753: Louis de Bourbon Condé 6. 1771: Pierre Laurent Buirette de Belloy 7. 1775: Emmanuel-Félicité de Durfort 8. 1803: Dominique Joseph Garat 9. 1816: Louis-François de Bausset 10. 1824: Hyacinthe-Louis de Quélen 11. 1840: Mathieu Molé 12. 1856: Alfred de Falloux 13. 1886: Octave Gréard 14. 1904: Émile Gebhart 15. 1909: Raymond Poincaré 16. 1935: Jacques Bainville 17. 1936: Joseph de Pesquidoux 18. 1946: Maurice Genevoix 19. 1981: Jacques de Bourbon Busset 20. 2002: François Cheng |

| 1. 1634: Henri Louis Habert de Montmor 2. 1679: Louis de Lavau 3. 1694: François Lefebvre de Caumartin 4. 1733: François-Augustin de Paradis de Moncrif 5. 1771: Armand de Roquelaure 6. 1818: Georges Cuvier 7. 1832: André Dupin 8. 1866: Alfred-Auguste Cuvillier-Fleury 9. 1888: Jules Claretie 10. 1918: Joseph Joffre 11. 1931: Maxime Weygand 12. 1966: Louis Leprince-Ringuet 13. 2001: Yves Pouliquen |

| 1. 1634: Marin Cureau de La Chambre 2. 1670: Pierre Cureau de La Chambre 3. 1693: Jean de La Bruyère 4. 1696: Claude Fleury 5. 1723: Jacques Adam 6. 1736: Joseph Séguy 7. 1761: Louis René Édouard de Rohan 8. 1803: Jean Devaines 9. 1803: Évariste de Parny 10. 1815: Étienne de Jouy 11. 1847: Adolphe Simonis Empis 12. 1869: Auguste Barbier 13. 1882: Adolphe Perraud 14. 1906: François-Désiré Mathieu 15. 1910: Louis Duchesne 16. 1923: Henri Bremond 17. 1935: André Bellessort 18. 1946: René Grousset 19. 1953: Pierre Gaxotte 20. 1983: Jacques Soustelle 21. 1992: Jean-François Deniau 22. 2007: Philippe Beaussant |

| 1. 1635: Daniel Hay du Chastelet 2. 1671: Jacques-Bénigne Bossuet 3. 1704: Melchior de Polignac 4. 1741: Joseph Giry de Saint Cyr 5. 1761: Charles Batteux 6. 1780: Antoine-Marin Lemierre 7. 1803: Félix Julien Jean Bigot de Préameneu 8. 1825: Mathieu de Montmorency-Laval 9. 1826: Alexandre Guiraud 10. 1847: Jean-Jacques Ampère 11. 1865: Lucien-Anatole Prévost-Paradol 12. 1871: Camille Rousset 13. 1893: Paul Thureau-Dangin 14. 1914: Pierre de La Gorce 15. 1934: Maurice de Broglie 16. 1961: Eugène Tisserant 17. 1972: Jean Daniélou 18. 1975: Ambroise-Marie Carré 19. 2005: René Girard |

| 1. 1635: Auger de Moléon Granier, exclòs per Richelieu 2. 1636: Balthazar Baro 3. 1650: Jean Doujat 4. 1688: Eusèbe Renaudot 5. 1720: Henri-Emmanuel de Roquette 6. 1725: Pierre de Pardaillan de Gondrin 7. 1733: Nicolas-François Dupré de Saint-Maur 8. 1775: Chrétien Guillaume de Lamoignon de Malesherbes 9. 1803: François Andrieux 10. 1833: Adolphe Thiers 11. 1878: Henri Martin 12. 1884: Ferdinand de Lesseps 13. 1896: Anatole France 14. 1925: Paul Valéry 15. 1946: Henri Mondor 16. 1963: Louis Armand 17. 1972: Jean-Jacques Gautier 18. 1986: Jean-Louis Curtis 19. 1996: François Jacob 20. 2014: Marc Lambron |

| 1. 1636: Louis Giry 2. 1666: Claude Boyer 3. 1698: Charles-Claude Genest 4. 1720: Jean-Baptiste Dubos 5. 1742: Jean-François Du Resnel du Bellay 6. 1761: Bernard-Joseph Saurin 7. 1782: Nicolas de Condorcet 8. 1803: Noël-Gabriel-Luce Villar 9. 1826: Charles-Marie de Feletz 10. 1850: Désiré Nisard 11. 1888: Eugène-Melchior de Vogüé 12. 1911: Henri de Régnier 13. 1936: Jacques de Lacretelle 14. 1986: Bertrand Poirot-Delpech 15. 2008: Jean Clair |

| 1. 1639: Daniel de Priézac 2. 1662: Michel Le Clerc 3. 1692: Jacques de Tourreil 4. 1714: Jean-Roland Malet 5. 1736: Jean-François Boyer 6. 1755: Nicolas Thyrel de Boismont 7. 1787: Claude Carloman de Rulhière 8. 1803: Pierre Jean Georges Cabanis 9. 1808: Antoine Destutt de Tracy 10. 1836: François Guizot 11. 1875: Jean-Baptiste Dumas 12. 1884: Joseph Bertrand 13. 1900: Marcellin Berthelot 14. 1908: Francis Charmes 15. 1918: Jules Cambon 16. 1936: Lucien Lacaze 17. 1956: Jacques Chastenet 18. 1978: Georges Dumézil 19. 1988: Pierre-Jean Rémy 20. 2013: Xavier Darcos |